# 澄源乡
澄源乡，是中华人民共和国福建省南平市政和县下辖的一个乡镇级行政单位。

## 行政区划
澄源乡下辖以下地区：
澄源村、前山村、前村、林山村、香溪村、富垅村、叶甘地村、路下村、上温洋村、黄坦村、石壁村、下温洋村、上洋村、北斗村、黄岭村、星溪头村、坑里村、新康村、赤溪村、牛途村、大梨溪村和双新村。